# Liste des maires d'Yssingeaux
La liste des maires d'Yssingeaux présente la liste des maires de la commune française d'Yssingeaux, située dans le département de la Haute-Loire en région Auvergne-Rhône-Alpes.

## Liste des maires

### Entre 1790 et 1944
| Période           | Période           | Identité                                | Étiquette   | Qualité |
| ----------------- | ----------------- | --------------------------------------- | ----------- | --- |
| 1790              | 1791              | Balthazar Faure                         |             | |
| 1791              | 1791              | Marcellin Granouillet-Larouveure        |             | |
| 1791              | 1792              | Jean-André Faure-Lavarenne              |             | |
| décembre 1792     | 1795              | Jean-Claude Gire                        |             | |
| 1800              | 6 novembre 1814   | Antoine de Lagrevol (1761-1825)         |             | Avocat |
| 6 novembre 1814   | 18 mai 1815       | Alphonse de Choumouroux                 |             | Agronome, propriétaire Conseiller général de la Haute-Loire                                                                                |
| 18 mai 1815       | 13 juillet 1815   | Jean-Claude Gire                        |             | |
| 13 juillet 1815   | 14 mars 1831      | Alphonse de Choumouroux                 |             | Agronome, propriétaire Député de la Haute-Loire (1815 → 1816) Conseiller général de la Haute-Loire Chevalier de la Légion d'honneur (1815) |
| juin 1831         | 1833              | Jean-Joseph-Barthélemy Bonnet           |             | |
| 1833              | 1843              | Casimir Duchamp                         |             | Conseiller d'arrondissement (1840 → 1848)                                                                                                  |
| ?                 | ?                 | François Eugène Labatie                 |             | Conseiller d'arrondissement (1833 → 1836)                                                                                                  |
| 1843              | 1846              | Casimir Gire                            |             | |
| 1er novembre 1846 | avril 1848        | Antoine Dufaure de Citres               |             | |
| février 1848      | août 1848         | Fernand Boncompain                      |             | |
| août 1848         | octobre 1848      | Bruno Liogier                           |             | |
| octobre 1848      | juillet 1851      | Jean-Louis Perrots                      |             | |
| 12 juillet 1851   | décembre 1863     | Alphonse de Choumouroux                 |             | |
| 14 décembre 1863  | 16 septembre 1870 | Ernest de Choumouroux (1811-1895)       | Droite      | Propriétaire Conseiller général d'Yssingeaux (1839 → 1848 et 1852 → 1883)                                                                  |
| 16 septembre 1870 | 20 mai 1871       | Louis Perrots                           |             | |
| 20 mai 1871       | 10 février 1878   | Ernest de Choumouroux (1811-1895)       | Droite      | Propriétaire Conseiller général d'Yssingeaux (1839 → 1848 et 1852 → 1883)                                                                  |
| 10 février 1878   | 18 mai 1884       | Achille Dubreuil                        |             | |
| 18 mai 1884       | 20 mai 1888       | Émile Pouzols                           | Droite      | Notaire, administrateur Conseiller général d'Yssingeaux (1883 → 1895)                                                                      |
| 20 mai 1888       | 3 septembre 1893  | Adrien Michel                           | Droite      | Médecin Député de la Haute-Loire (1902 → 1906) Conseiller général de Montfaucon-en-Velay (1902 → 1903)                                     |
| 3 septembre 1893  | 20 mai 1900       | Calixte Dubois                          | Républicain | Conseiller général d'Yssingeaux (1895 → 1901)                                                                                              |
| 20 mai 1900       | 8 mai 1929        | Antoine de Lagrevol (1864-1933)         | RG          | Avocat Conseiller général d'Yssingeaux (1925 → 1926) Chevalier de la Légion d'honneur                                                      |
| 8 mai 1929        | 11 octobre 1944   | Augustin Michel (fils d'Auguste Michel) | FR          | Avocat Député de la Haute-Loire (1932 → 1940) Conseiller général d'Yssingeaux (1926 → 1940)                                                |

### Depuis 1944
Depuis la Libération, huit maires se sont succédé à la tête de la commune.
| Période         | Période                   | Identité                       | Étiquette | Qualité |
| --------------- | ------------------------- | ------------------------------ | --------- | --- |
| 12 octobre 1944 | 6 mai 1945                | Jean Chysclain                 | SFIO      | Instituteur |
| 6 mai 1945      | 26 octobre 1947           | Noël Barrot                    | MRP       | Pharmacien Député de la Haute-Loire (1945 → 1958) |
| 26 octobre 1947 | 30 mars 1965              | Marie Kaeppelin,               | CNI       | Dirigeante d'entreprise |
| 30 mars 1965    | 8 juin 1966               | Noël Barrot                    | CD        | Pharmacien Député de la Haute-Loire (1re circ.) (1958 → 1966) Conseiller général d'Yssingeaux (1962 → 1966) Président du conseil général (1964 → 1966) Décédé en fonction                                                                              |
| 25 juillet 1966 | 29 mars 1971              | Jacques Boncompain (1931-2024) | DVD       | Médecin hospitalier |
| 29 mars 1971    | 24 mars 1989              | Marcel Guillaumond             | DVD       | Chef d'entreprise |
| 24 mars 1989    | 25 mars 2001              | Jacques Barrot                 | UDF-CDS   | Ancien avocat au barreau de Paris Adjoint au maire (1971 → 1989) Député de la Haute-Loire (1re circ.) (1967 → 2004) Conseiller général d'Yssingeaux (1966 → 2004) Président du conseil général (1976 → 2004) Président de la CC des Sucs (1999 → 2001) |
| 25 mars 2001    | 26 mai 2020               | Bernard Gallot                 | DVD       | Médecin généraliste Président de la CC des Sucs (2001 → 2020) Chevalier de la Légion d'honneur (2011) |
| 26 mai 2020     | En cours (au 28 mai 2020) | Pierre Liogier                 | DVC       | Cadre de la fonction publique retraité |

## Conseil municipal actuel
Les 29 sièges composant le conseil municipal d'Yssingeaux ont été pourvus le 15 mars 2020 lors du premier tour de scrutin. Actuellement, il est réparti comme suit : 